# Histoire diplomatique
 (mai 2021).
- Si vous ne connaissez pas le sujet, laissez ce bandeau (vous pouvez alors contacter les auteurs).
- Si vous supprimez le contenu mis en cause (vous pouvez préalablement contacter les auteurs),

argumentez précisément cette suppression dans la page de discussion
(un manque de référence n'est pas un argument ; une recherche réelle de référence doit avoir été effectuée, être formellement documentée).
 (mai 2021).
La mise en forme du texte ne suit pas les recommandations de Wikipédia : il faut le « wikifier ».
Les points d'amélioration suivants sont les cas les plus fréquents. Le détail des points à revoir est peut-être précisé sur la page de discussion.
- Les titres sont pré-formatés par le logiciel. Ils ne sont ni en capitales, ni en gras.
- Le texte ne doit pas être écrit en capitales (les noms de famille non plus), ni en gras, ni en italique, ni en « petit »…
- Le gras n'est utilisé que pour surligner le titre de l'article dans l'introduction, une seule fois.
- L'italique est rarement utilisé : mots en langue étrangère, titres d'œuvres, noms de bateaux, etc.
- Les citations ne sont pas en italique mais en corps de texte normal. Elles sont entourées par des guillemets français : « et ».
- Les listes à puces sont à éviter, des paragraphes rédigés étant largement préférés. Les tableaux sont à réserver à la présentation de données structurées (résultats, etc.).
- Les appels de note de bas de page (petits chiffres en exposant, introduits par l'outil «  Source ») sont à placer entre la fin de phrase et le point final[comme ça].
- Les liens internes (vers d'autres articles de Wikipédia) sont à choisir avec parcimonie. Créez des liens vers des articles approfondissant le sujet. Les termes génériques sans rapport avec le sujet sont à éviter, ainsi que les répétitions de liens vers un même terme.
- Les liens externes sont à placer uniquement dans une section « Liens externes », à la fin de l'article. Ces liens sont à choisir avec parcimonie suivant les règles définies. Si un lien sert de source à l'article, son insertion dans le texte est à faire par les notes de bas de page.
- La présentation des références doit suivre les conventions bibliographiques. Il est recommandé d'utiliser les modèles {{Ouvrage}}, {{Chapitre}}, {{Article}}, {{Lien web}} et/ou {{Bibliographie}}. Le mode d'édition visuel peut mettre en forme automatiquement les références.
- Insérer une infobox (cadre d'informations à droite) n'est pas obligatoire pour parachever la mise en page.

Pour une aide détaillée, merci de consulter Aide:Wikification.
Si vous pensez que ces points ont été résolus, vous pouvez retirer ce bandeau et améliorer la mise en forme d'un autre article.
 (mai 2021).
Si vous disposez d'ouvrages ou d'articles de référence ou si vous connaissez des sites web de qualité traitant du thème abordé ici, merci de compléter l'article en donnant les références utiles à sa vérifiabilité et en les liant à la section « Notes et références ».
 (mai 2021).
L‘Histoire diplomatique, ou histoire des relations internationales, est une discipline historique visant à étudier les relations entre les États.

## Historiographie de l'histoire diplomatique

### À la recherche de l'histoire diplomatique
Dans l’introduction de Paix et guerre entre les nations, Raymond Aron notait : « La guerre n'appartient pas au domaine des arts et des sciences mais à celui de l'existence sociale. (…) Dès lors, nous comprenons tout à la fois pourquoi les relations internationales offrent un centre d'intérêt à une discipline particulière et pourquoi elles échappent à toute délimitation précise. » S’interroger sur les difficultés et les évolutions de l’histoire diplomatique des années 1930 à nos jours, ne serait-ce pas alors se retrouver dans la même situation qu’un Montaigne abordant l’homme, ce « subject merveilleusement vain, divers et ondoyant » sur lequel il serait « malaisé d'y fonder jugement constant et uniforme » (Essais, I, 1) ? 
Le nom même de la discipline prête à discussion : l’histoire diplomatique ne se réduit pas à l’histoire des diplomates et des ambassades ; et l’histoire des relations internationales élargit encore le champ des connaissances à établir. Il faut bien comprendre en tout premier lieu que ces distinctions ne sont pas quelque autre manifestation de l’arbitraire des signes, mais d’une évolution même de la pensée historiographique. Pierre Renouvin, en 1934, dans l’introduction de son livre sur La crise européenne et la Première Guerre mondiale, exprimait ainsi le vœu de dépasser « l’Histoire diplomatique » pour aller vers « l’Histoire des relations internationales ». La première ne faisait que traiter des « relations entre gouvernements », entre États, entre les princes et leurs Talleyrand respectifs ; cette histoire d’en-haut, des chancelleries invisibles au peuple, ne prenait pas en compte l’influence de « l’histoire des rapports entre les peuples », et avec elle des « forces profondes » (on y reviendra) ; cette nouvelle perspective devient alors le véritable « centre d’intérêt » de la discipline. Quelques années seulement après la création de la revue de l’École des Annales, en 1929, par Marc Bloch et Lucien Febvre, l’histoire diplomatique s’engouffrait elle aussi dans la révolution copernicienne qui s’annonçait – même si, comme on le verra, les relations entre les Annales et l’école renouvienne, n’étaient, à bien des égards, que la continuation de la rivalité universitaire par d’autres moyens. En résumé, pour définir le sujet même, il est nécessaire de s’y plonger déjà.
L’histoire diplomatique, ou l’histoire des relations internationales après la révolution renouvienne, n’est donc pas dans un vase clos, ni concernant l’étendue de son champ d’études même, ni pour ceux qui entendent l’étudier (nous verrons notamment que les géographes pourront seconder les historiens). Elle provoque, subit ou profite des évolutions de l’historiographie générale, elle-même potentiellement influencée par divers contextes politiques ou socio-économiques.

### Le fondateur (Renouvin) et le disciple (Duroselle)
Si de l’historiographie des relations internationales il ne fallait retenir qu’un nom, ce serait celui de Pierre Renouvin ; et si l’on pouvait en retenir un second, ce serait celui de Jean-Baptiste Duroselle. Les deux hommes ont considérablement marqué leur champ d’études ; mais ils ne l’ont assurément pas inventé. L’école française de l’histoire diplomatique doit beaucoup à la figure d’Albert Sorel (1842-1906), professeur à l’École libre des Sciences politiques, et qui a côtoyé l’étranger autant que le Quai d’Orsay. Positiviste, Sorel, marqué par la Débâcle, est un tenant du réalisme : l’intérêt national est la véritable pièce maîtresse du jeu diplomatique international. Mais sa vision ne restait encore que trop formellement diplomatique : c’est l’histoire d’en-haut, des grands hommes et de leurs cabinets, de leurs ambassades et réseaux qui font et défont les alliances européennes. « Horizon trop restreint » pour Pierre Renouvin. En 1931, le tout jeune maître de conférences d’histoire moderne et contemporaine en Sorbonne, dans un article de la Revue historique intitulé « La publication des documents diplomatiques français, 1871-1914 », annonce le bouleversement à venir. Pour lui, les seules études des sources diplomatiques, si elles sont profitables, ne doivent pas être la seule approche de l’historien diplomatique : c’est la première difficulté, celle des sources ; il est nécessaire que l’historien ne soit pas prisonnier des sources qu’il "déniche" dans les archives des ambassades, et il faut qu'il élargisse son champ d’études.
Où donc aller puiser de nouvelles sources d’études ? Dans ce même article, Pierre Renouvin précise sa pensée : « Dépêches, notes, télégrammes nous permettent d’apercevoir des actes ; il est plus rare qu’ils permettent d’entrevoir les intentions des hommes d’État, plus rare encore qu’ils portent le reflet des forces qui agitent le monde ». Ces « forces profondes » vont être l’ajout fondateur de Pierre Renouvin. Il faut leur donner beaucoup plus d’importance désormais - les historiens diplomatiques traditionnels ne les ignoraient pas complètement, mais avaient une certaine tendance à les négliger. Ces « forces » sont à la fois matérielles (les facteurs géographiques, les forces sociales et économiques, la démographie) et morales ou spirituelles (les « mentalités » collectives), comme Pierre Renouvin le précise dans un autre ouvrage d’une importance cruciale publié en 1934, soit La crise européenne et la Première Guerre mondiale. C’est l’objet même des études qui est ici modifié. « Dans cette perspective, les rapports entre gouvernements cessent d’être le centre d’intérêt ; ce qui importe, c’est l’histoire des rapports entre les peuples ». L’histoire diplomatique a trouvé son Copernic.
Mais, comme il le reconnaît d’ailleurs lui-même, Pierre Renouvin n’est pas le grand penseur ex nihilo de cette révolution. En 1929, Lucien Febvre et Marc Bloch ont déjà fondé la revue de l’École des Annales et ont eux aussi contribué à mettre en exergue l’histoire du peuple plutôt que des grands, l’histoire de ces grandes forces sociales plutôt que les simples « agitations de surface » (Renouvin citant Braudel) du contingent et de l’événementiel (comprenons, les têtes couronnées passant sans modifier le long cours de l’histoire). Cependant, comme on le verra plus amplement dans notre deuxième partie, cette filiation originelle n’empêchera pas une relation difficile entre l’école renouvienne et les Annales. Dans sa meilleure prise en compte des passions et de la psychologie, Pierre Renouvin a été également influencé par les travaux de l’Italien Federico Chabod, à qui « l’histoire des mentalités » doit beaucoup. Le social-économique n’est pas le maître-mot absolu des relations internationales ; l’irrationnel des passions, des psychologies collectives et des idées (politiques, nationales) dans l’opinion publique occupe également une place non négligeable. Mais de même que l’historien diplomatique traditionnel était prisonnier de ses sources, de même le nouvel historien des relations internationales se retrouve devant une pénible carence : comme le relève Pierre Renouvin, par quelles sources véritablement mesurer la force de ces mentalités collectives ? Les préfets dans leurs rapports ne sont pas bons métaphysiciens. L’aspérité des sources vient donc contrarier l’historien dans son renouveau. Lucien Febvre méprisait l’histoire diplomatique traditionnelle ; Federico Chabod tenait en respect les conditions économiques et sociales à la faveur des mentalités ; Pierre Renouvin s’attache au contraire à concilier ses trois approches. Les Annales oublient que le grand homme d’État peut lui aussi modifier les grandes forces économiques et sociales par des décisions fortes. Entre ce trio, précise-t-il, l’historien des relations internationales doit choisir de ne pas choisir ; c’est justement au carrefour de ces trois voies que les fruits seront les plus juteux.
Il n’empêche que même s’ils lui dédicacent leur essai d’historiographie, Penser la Grande Guerre, Antoine Prost et Jay Winter critiquent sévèrement Pierre Renouvin. Celui-là même qui perdit un bras au Chemin des Dames refuse d’accorder grande valeur au témoignage des poilus, tenants pourtant de « l’histoire d’en-bas ». Faut-il trouver ici un mécanisme d’auto-défense critique de l’historien, écrivant sur des faits trop récents pour ne pas se sentir tenté par la culpabilité mortelle du parti-pris ? Pierre Renouvin, enrôlé par le gouvernement français dans la Bibliothèque-Musée de la Guerre, puis plus ou moins encouragé à démontrer la responsabilité allemande dans la conflagration européenne, car la question des responsabilités primait alors (étude décisive dans son changement d’approche sur la discipline), s’était pourtant montré beaucoup plus distant et critique que les politiques d’alors l’auraient souhaité. Mais à force de prendre trop de recul sur son temps, Pierre Renouvin n’en avait-il pas pris trop aussi sur les gens ? Même s’il a remis « les peuples » au centre de l’histoire diplomatique, Pierre Renouvin garde donc encore quelque mal à se rapprocher de la masse anonyme des « individus », pour Antoine Prost et Jay Winter.
En 1964, la parution de l’Introduction à l’histoire des relations internationales est le parachèvement de cette révolution renouvienne. Peut-être en réaction au triomphalisme social-économique du moment (on y reviendra par ailleurs), Pierre Renouvin, dans l’introduction générale au livre, remet à l’honneur les relations interétatiques : « L’étude des relations internationales s’attache surtout à analyser et à expliquer les relations entre les communautés politiques organisées dans le cadre d’un territoire, c’est-à-dire entre les États. Certes, elle doit tenir compte des rapports établis entre les peuples et entre les individus qui composent ces peuples (…). Mais elle constate que ces relations peuvent rarement être dissociées de celles qui sont établies entre les États ». Les relations interétatiques sont bien le « centre des relations internationales ».
On pourrait être tenté de voir dans ce recentrement l’influence d’un ouvrage majeur publié en 1962, deux années auparavant donc, par Raymond Aron. Paix et guerres entre nations était une immense fresque théorique des relations interétatiques. Le penseur libéral consacrait alors l’État comme horizon indépassable de l’histoire diplomatique. Sa tentative de théorisation générale à travers les époques, tout aussi enrichissante fût-elle, n’aboutissait pas néanmoins à une « délimitation précise » théorique universelle et objective (on peut ici se référer à la citation figurant en début de devoir). Mais Raymond Aron n’anéantit pas l’influence des peuples : celle-ci est devenue un point de non-retour, au moins depuis la révolution renouvienne, de l’histoire diplomatique. « Les historiens n'ont jamais isolé le récit des événements qui touchent aux relations entre États, isolement qui aurait été effectivement impossible tant les péripéties des campagnes militaires et des combinaisons diplomatiques se rattachent, de multiples manières, aux vicissitudes des destins nationaux, aux rivalités des familles royales ou des classes sociales. La science des relations internationales ne peut pas plus que l’histoire diplomatique méconnaître les liens multiples entre ce qui se passe sur la scène diplomatique et ce qui se passe sur les scènes nationales. » Cependant les critiques se sont concentrées sur une accusation de négligence des conditions économiques au profit d’un horizon trop diplomatico-stratégique.
Co-auteur avec Pierre Renouvin de l’Introduction à l’histoire des relations internationales, Jean-Baptiste Duroselle écrit plus précisément la deuxième partie de l’ouvrage, consacrée à « L’homme d’État ». Ancien assistant de Pierre Renouvin à la Sorbonne, il passe notamment sept années en Allemagne, dans la région de la Sarre. Il renouvelle l’histoire diplomatique traditionnelle en tenant compte des travaux de la science politique américaine autour du processus de décision. Il s’agit alors de voir comment la décision (c’est-à-dire le décideur, l’homme d’État) est influencée par ces « forces profondes », sur un plan individuel (quelle est sa place et son opinion sur la société ?) comme sur un plan collectif (quelles sont alors les grandes idées dominant l’opinion publique ?).
Cette étude de la dialectique entre l’action des forces profondes sur l’État et l’action de l’État sur ces forces profondes, est précédée d’une étude de la personnalité de l’homme d’État. Le dernier chapitre est consacré au processus de décision. Jean-Baptiste Duroselle élargit ainsi le champ d’études de l’histoire des relations internationales en tenant compte de la bureaucratie diplomatique et de son rôle dans les rouages de la prise de décision : l’histoire des administrations regagne dès lors en intérêt.
La place de Pierre Renouvin dans le renouvellement considérable de l’histoire diplomatique, entre-temps devenue l’histoire des relations internationales au champ d’études élargi, est absolument fondamentale dans l’historiographie du XXe siècle. En accordant une place insigne aux « forces profondes », sociales et économiques autant que passionnelles et mentales, Pierre Renouvin, pivot cardinal, reconnaissait donc en partie l’influence décisive de cette autre révolution copernicienne qui touchait elle l’historiographie tout entière : celle amorcée par les Annales. Néanmoins, cet apparentement indéniable cache de nombreux désaccords ; à la faveur d’un cadre historiographique conciliant dans les années 1960, la place du social-économique tend à se renforcer, permettant de mieux comprendre les critiques adressées par les Annales (et notamment par Fernand Braudel) à l’école renouvienne.

### Le paradigme marxiste
Dans un contexte historiographique dominé par le paradigme marxiste du primat du socio-économique en guise d’explication de la marche de l’histoire, l’histoire des relations internationales ne manque pas non plus d’être influencée par ces nouveaux paradigmes. La question du développement des colonies dans le déclenchement des guerres internationales devient prioritaire jusque dans les années 1970, alors que Pierre Renouvin, on l’a vu, attachait aussi de l’importance à l’histoire diplomatique traditionnelle et au mouvement des passions et des mentalités. Mais le grand sujet devient alors le « dernier stade du capitalisme » selon Lénine, soit la formation des impérialismes (coloniaux ou non), et notamment dans leur rôle dans le déclenchement de la conflagration d’août 1914. On peut notamment citer le livre de Raymond Poidevin, Les relations économiques et financières entre la France et l’Allemagne de 1898 à 1914, paru chez Colin en 1969, ou celui de René Girault, Emprunts russes et investissements français en Russie, 1887-1914, paru chez Colin en 1973 (l’alliance militaire est-elle la fille de l’alliance économique ?).
Mais il ne faudrait pas en conclure que ces historiens en arrivent à un simplisme idéologique au nom du drapeau rouge : leurs conclusions sont beaucoup plus nuancées et relativisent le rôle de l’économie dans le cours de l’histoire. Les milieux d’affaires étaient aussi tenus par des mécanismes de solidarité entre eux ; la guerre n’est pas bonne pour les affaires (« Pas de paix, pas d’Empire » prophétisait déjà James de Rothschild en 1851 ; et le grand bourgeois Caillaux avait l’audace d’être un partisan de l’impôt sur le revenu et de la paix). Quoi qu’il en soit, le social prime pour expliquer le politique, et l’économique prime pour expliquer le social.
L’école renouvienne se heurte plus largement de front dans ces années avec l’école des Annales alors incarnée par la grande figure de Fernand Braudel. Pierre Renouvin et Jean-Baptiste Duroselle restaient attachés à l’histoire évènementielle et au processus de décision des dirigeants. Péché coupable pour l’historien de la Méditerranée plus que de celui de Philippe II ; Pierre Renouvin reproche quant à lui quelque simplification de l’histoire par le primat des forces latentes socio-économiques. Par-delà cette rivalité de fond, il y a enfin une rivalité universitaire : Renouvin incarne le dôme de la Sorbonne, l’ancienne faculté de théologie du XIIIe siècle, et Braudel la toute jeune mais novatrice EHESS. Quelle est la part d’artificialité dans le débat de fond créé par cette rivalité universitaire ? Quels en sont les buts de guerre ? Les relations diplomatiques entre la Sorbonne et l’EHESS attendent encore leur Renouvin.
Les années 1960 et 1970 sont également marquées par la répercussion en France d’un grand débat international opposant trois écoles ayant pour but de donner un cadre général d’explication aux relations internationales : le réalisme, le constructivisme et l’idéalisme. Le réalisme n’est pas une création du XXe siècle (en témoigne Albert Sorel), mais il reprend quelque peu de la vigueur à ce moment. L’idée maîtresse (il faut ici mentionner le rôle de Hans Morgenthau, auteur de Politics among Nations, en 1948) est que, par-delà les grandes idées, c’est avant tout l’intérêt national de chaque État qui prime. C’est la politique de Bismarck et du rapport de forces qui se gaussent allègrement d’organisations impuissantes comme la Société des Nations ou l’Organisation des Nations unies. À cet égard on peut citer le livre du politologue américain Kenneth N.Waltz, Theory of International Politics, paru en 1979, tenant de l’école néo-réaliste. Lorsqu’ils replacent l’État au « centre des relations internationales » en 1964, Pierre Renouvin et Jean-Baptiste Duroselle sont aussi influencés par cette école réaliste étrangère. Dans son livre de 1962, Raymond Aron, tout en réaffirmant le rôle moteur de États, relativise l’hypothèse réaliste : les États peuvent aussi faire la guerre au nom de grandes idées.
Les constructivistes sont plus nuancés : la réalité est à construire et ne naît pas de schémas prédéfinis. Les lois économiques jouent le rôle de frein aux velléités des États ; les imaginaires et les mentalités peuvent fausser la perception réelle de l’autre ; la part d’irrationalité dans les relations internationales n’est pas négligeable. Robert Jervis, dans Perception and Misperception in International Politics, paru aux Princeton University Press en 1976, se fait le théoricien de ces idées. On peut dire que cette école confirme à la fois les Annales dans leur approche socio-économique et Pierre Renouvin et Jean-Baptiste Duroselle dans la prise en compte des mentalités. Dans son étude sur les emprunts russes, René Girault est également marqué par cette approche « perceptionniste ».
Quant à l’idéalisme, l’école kantienne ou wilsonienne, qui n’a pas abdiqué son « projet de paix perpétuelle », elle est tenue par un certain optimisme militant. Conformément à l’idée kantienne, l’universalisation du concept de « république » et de la démocratie devrait amener à la paix générale. Comme l’écrit Michael Doyle dans Philosophy and Public Affairs, « les démocraties ne se font pas la guerre ».
Malgré la vivacité des oppositions en France, l’étude des relations internationales peu à peu sera reconnue institutionnellement. En 1973, une première chaire d’histoire des relations internationales est créée à l’université de Paris-X Nanterre. L’année suivante, l’année de la mort de Pierre Renouvin par ailleurs, la revue franco-suisse Relations Internationales est fondée par Jean-Baptiste Duroselle et Jacques Freymond.
Quelques années plus tard, porté par une ambition légitime et son talent indéniable, en 1981, Jean-Baptiste Duroselle s’aventure à écrire Tout Empire périra. Sous ce titre d’une envoûtante attirance prophétique se cache le sous-titre Vision théorique des relations internationales. L’ambition, pour reprendre les avertissements de Raymond Aron, est risquée. Jean-Baptiste Duroselle analyse ainsi d’amples fonds d’archives, à propos du rôle des acteurs, des forces matérielles et spirituelles… Il s’agit bien d’une approche empirique qu’il revendique et qu’il assume. Jean-Baptiste Duroselle se remet de plus dans le giron de l’histoire événementielle : il annonce dès l’introduction que « l’histoire ne traite que des événements ». Son analyse est également « évolutive » (il se base sur la succession d’événements concrets) et « méthodique » puisqu’il entend également dégager des analogies (la quatrième partie de l’ouvrage est ainsi consacrée à la longue durée). De fait, il est lui aussi conduit à remettre en exergue les individualités propres à chaque acteur ; la difficulté d’une théorisation générale redevient l’horizon indépassable des relations internationales. L’historien diplomatique n’ira-t-il donc pas au-delà des études singulières ? Raymond Aron s’était réfugié vers le champ de la « sociologie » ; Jean-Baptiste Duroselle en reste à des « régularités » - intellectuellement fécondes, il va de soi. On en reste à cette impasse formulée dès 1964 dans l’Introduction aux relations internationales : l’histoire des relations internationales n’est pas une science exacte ; les « influences diverses » qui les gouvernent ne sont pas des lois mathématiques, mais « se contrarient ou s’associent selon des modalités sans cesse différentes dans le temps et dans l’espace ».
L’affaiblissement de l’historiographie marxiste, due notamment à ces études socio-économiques qui étaient censées venir la confirmer, mais plus globalement au déclin général observable du primat du                socio-économique observable dès les années 1980, conduit à une réorientation de l’histoire des relations internationales qui se fait beaucoup plus prégnant dans les années 1990. Des réorientations, en phase avec l’évolution de l’historiographie générale, mettent en valeur le rôle de la culture et du transnational – ce sont là des changements majeurs mais guère uniques dans une période de réflexion intellectuelle foisonnante qu’il s’agit d’étudier plus en détail.

### Depuis les années 80: entre renouvellements et prolongements
Depuis la fin des années 1980, l’historiographie des relations internationales est marquée par deux tournants majeurs : le tournant culturel et le tournant transnational. Néanmoins, cela ne veut pas dire bien entendu que les récents travaux se placent en rupture par rapport à l’école renouvienne. Ainsi, le domaine des « forces profondes » chères à Pierre Renouvin a été prolongé par des travaux féconds de non-historiens, soit des géographes. Il ne faut pas oublier à cet instant que parmi les « forces profondes », Pierre Renouvin dégageait les « facteurs géographiques » et les « courants démographiques » ; dès lors, que des géographes comme Michel Foucher (Fronts et frontières, Fayard, 1991) et Jacques Lévy (Le tournant géographique. Penser l’espace pour lire le monde, Belin, 1998) s’emparent de cette question peut nous apparaître tout à fait naturel. Il s’agit notamment de repenser le rôle des relations interétatiques internationales, à l’aune du phénomène de mondialisation qui tendrait à les diminuer. On peut encore citer le Dictionnaire de géopolitique d’Yves Lacoste, paru chez Flammarion en 1993.
La géopolitique envisage ainsi l’espace comme le lieu par excellence du rapport de force. Dans son étude, elle ne manque pas d’associer l’analyse des enjeux actuels (en cela, elle s’éloigne de l’histoire) alliée à l’enquête sur les causes anciennes des tensions (en cela, elle s’en rapproche). Elle propose enfin des conceptualisations historiquement fondées de grands enjeux de l’histoire des relations internationales : l’État, la frontière… Yves Lacoste est notamment à l’origine de la revue Hérodote, ce qui n’avait pas manqué d’échauder une partie de la communauté historienne ainsi dépossédée de son porte-enseignes. Les travaux d’Yves Lacoste ont subi d’autres critiques venant de la part de géographes (Claude Raffestin ou Roger Brunet) lui reprochant une approche non-scientifique et partisane (quant à l’étude des représentations) ou trop descriptive et empirique – n’étaient-ce pas là pourtant, en une certaine manière, les méthodes employées par Pierre Renouvin, Raymond Aron et Jean-Baptiste Duroselle ? 
Le champ des « forces profondes » et plus exactement « matérielles » a été également élargi par l’étude plus poussée du rôle non pas des grandes économies dites impérialistes, mais des entreprises. Eric Bussière (La France, la Belgique et l’organisation économique de l’Europe, 1918-1935, CHEFF, 1992) ou Laurence Badel (Un milieu libéral et européen, Le grand commerce français, 1925-1948, CHEFF, 1999) ont ainsi mis en valeur les relations entre entreprises (on voit ici que les relations internationales ne s’arrêtent pas qu’aux relations interétatiques) sont créatrices de liens de sociabilité par-delà possiblement des logiques seulement nationales. Ces études ont été menées alors que le socio-économique était en net déclin dans l’historiographie française ; le rôle de René Girault dans cette réactivation est ainsi à souligner. De fait les analyses les plus récentes sont souvent stimulantes, comme celle de Laurence Badel (L’État à la conquête des marchés extérieurs au XXe siècle. Aux sources de la diplomatie économique de la France, mémoire d’habilitation, sous la direction de Robert Frank, Université de Paris I, novembre 2007) mettant en exergue l’autonomie des relations économiques par rapport aux États, et la portée et le poids de la diplomatie des affaires dans les relations internationales.
Ces « forces profondes » étaient enfin « spirituelles », et les travaux récents les ont encore prolongées. On peut par exemple citer le travail collectif dirigé par Robert Franck, « Images et imaginaires dans les relations internationales depuis 1938 » (Cahiers de l’Institut d’Histoire du Temps Présent, numéro 28, 1999). Là encore, il est nécessaire d’invoquer l’influence toujours présente de René Girault, qui déjà, dans son approche constructiviste, privilégiait l’étude des perceptions et des mentalités.
En sus de cette prolongation fructueuse des « forces profondes » de Pierre Renouvin, l’historiographie récente a également pris deux tournants, dont le premier est le tournant culturel. Les rapports entre culture et relations internationales ont été plus amplement étudiées, alors que dans l’historiographie générale, l’étude des guerres était notamment marquée par le concept de « culture de guerre » (avec en têtes de proue, de hauts responsables de l’Historial de Péronne comme Stéphane Audoin-Rouszeau) ; ce concept de culture de guerre accordait également une large place aux mentalités : les renouvellements de l’historiographie des relations internationales se répondent. Si la thèse d’Albert Salon sur L’Action culturelle de la France dans le monde en 1981 peut remplir le rôle de précurseur, ses travaux ont été prolongés par l’irruption dans le champ de l’histoire des relations internationales d’études plus spécifiques, portant par exemple sur le rôle du sport dans les relations internationales (la revue Relations Internationales publie un numéro spécial à l’été 1984 nommé « Sport et relations internationales », coordonné par Pierre Milza).
Cependant le tournant le plus marquant de l’historiographie récente est le tournant transnational. Nous en avons déjà vu une facette, avec les travaux sur le relationnel transétatique des entreprises (et donc par ce biais des firmes transnationales). Un autre aspect est l’étude plus poussée des migrations et leur rôle et leur influence dans les relations économiques, politiques et idéologiques entre les peuples (on peut notamment citer l’ouvrage de Janine Ponty, Polonais méconnus : histoire des travailleurs immigrés en France dans l’entre-deux-guerres, Publications de la Sorbonne, 1990.)
Mais dans le contexte d’une intégration européenne plus poussée (le traité de Maastricht est signé le 7 février 1992), les travaux se dirigent de plus en plus vers l’étude de la communauté européenne. Là encore, le rôle de René Girault doit être souligné dans la constitution d’un réseau européen d’historiens, formé en 1989. René Girault tient ainsi naturellement une large place dans ce tournant transnational et européen (citons ainsi l’ouvrage sous sa direction, Identités et conscience européennes au XXe siècle, Hachette, 1994 ; on voit dans le titre de cet ouvrage la voie perceptionniste qui a toujours été la sienne). En 2002, le récent laboratoire du CNRS d’histoire des relations internationales accueille également une unité mixte de recherche « Identités, relations internationales et civilisations de l’Europe ».
Dans le contexte d’une perte de souveraineté des États-Nations et d’une mondialisation croissante, le rôle des associations internationales et autres Organisations Non-Gouvernementales est de plus en plus mis en valeur. De même que les entreprises, ces associations ou organisations peuvent créer des liens de solidarité diplomatiques dépassant le simple cadre des relations interétatiques. Une multiplication des travaux autour des associations internationales, du passé mais aussi du présent, se manifeste ainsi. On peut citer : Le rêve d’un ordre mondial de la SDN à l’ONU de Pierre Gerbet (Imprimerie nationale, 1996) ou encore les travaux de Christian Birebent (Les mouvements de soutien à la Société des Nations en France et au Royaume-Uni (1918-1925), Montrouge, 2002).
Ce renouvellement indéniable ne signifie pas pour autant que l’histoire diplomatique traditionnelle, jadis au zénith, ait désormais à se satisfaire du nadir, ravalée au rang de curieux anachronisme dans la communauté scientifique de ces dernières années. Maurice Vaïsse est notamment l’auteur de synthèses éclairantes redonnant leur lustre d’antan au duo militaro-stratégique : citons ainsi Diplomatie et outil militaire 1871-1969, Imprimerie nationale, 1987 (co-écrit avec Jean Doise) ; et Maurice Vaïsse (dir.), La France et l’atome, Bruylant, 1995. La vieille notion de l’équilibre des puissances et de l’ordre européen, dont l’apogée datait semble-t-il du Congrès de Vienne en 1815, a été prolongée et réactualisée par Jean Bérenger et Georges-Henri Soutou (un nom incontournable dans ce renouvellement comme nous le verrons) dans L’Ordre européen du XVIe au XXe siècle (PUPS, 1998). Dans cet ouvrage, les deux auteurs profitent notamment du renouvellement de l’histoire moderne des relations internationales menées notamment par ce même Jean Bérenger. Le temps est ainsi dévolu à la réactualisation ou à la nouvelle parution de grandes synthèses : en 2001 paraît notamment La Guerre Froide (ou la Guerre de Cinquante Ans) de Georges-Henri Soutou qui affirme une chronologie originale (1943-1990) pour mieux mettre en lumière le rôle fondamental de la Seconde Guerre mondiale dans le déclenchement de la rivalité américano-soviétique, et qui n’hésite pas à prendre parti malgré le caractère universitaire de l’ouvrage (« c’est que ce conflit n’a jamais visé à anéantir l’adversaire, mais à le contraindre à changer » écrit l’auteur). De fait l’historiographie classique reste vivace et tend même à se renouveler sous l’effet naturel du changement de générations.
En effet, de même que la mort des contemporains du premier conflit mondial avait fait déplacer les enjeux de la recherche des responsabilités à la recherche des causes du conflit, de même la morbidité de la domination de l’historiographie marxiste fait se déplacer la recherche des « causes » de la guerre à ses « buts » (passage de la causalité à la finalité). L’ouvrage de Georges-Henri Soutou paru en 1989 chez Fayard, L’or et le sang. Les buts de guerre économiques de la Première Guerre mondiale, occupe à cet égard une place centrale. En mettant en valeur le poids complexe d’influences diverses (économiques pour la plupart), et malgré une exhaustivité matérielle impossible à atteindre même après une fouille minutieuse et ambitieuse des archives administratives dans plusieurs pays européens, l’auteur, en un peu moins de mille pages, retrace ainsi la logique économique qui a prévalu parmi les grands acteurs historiques. L’économie capitaliste n’est donc plus cette pente fatale mentant tout droit à la conflagration générale ; elle peut aussi servir comme outil diplomatique (de même que l’outil militaire) pour satisfaire les ambitions d’un État.
C’est donc en dernier lieu le thème si « durosellien » de la prise de décision qui a été plus amplement exploré. De ce point de vue, ces renouvellements ont permis un enrichissement de la « vieille » histoire diplomatique et militaire traditionnelle. Cette vision dépoussiérée de l’importance des rapports diplomatico-stratégiques dans les relations internationales a été ainsi développée par le même Georges-Henri Soutou (L’Alliance incertaine. Les rapports politico-stratégiques franco-allemands 1954-1996, Fayard, 1996).